# Francesco Torriani
Francesco Torriani (* 18. Juli 1612 in Mendrisio; † 28. Dezember 1683 in Como) war ein Schweizer Maler.

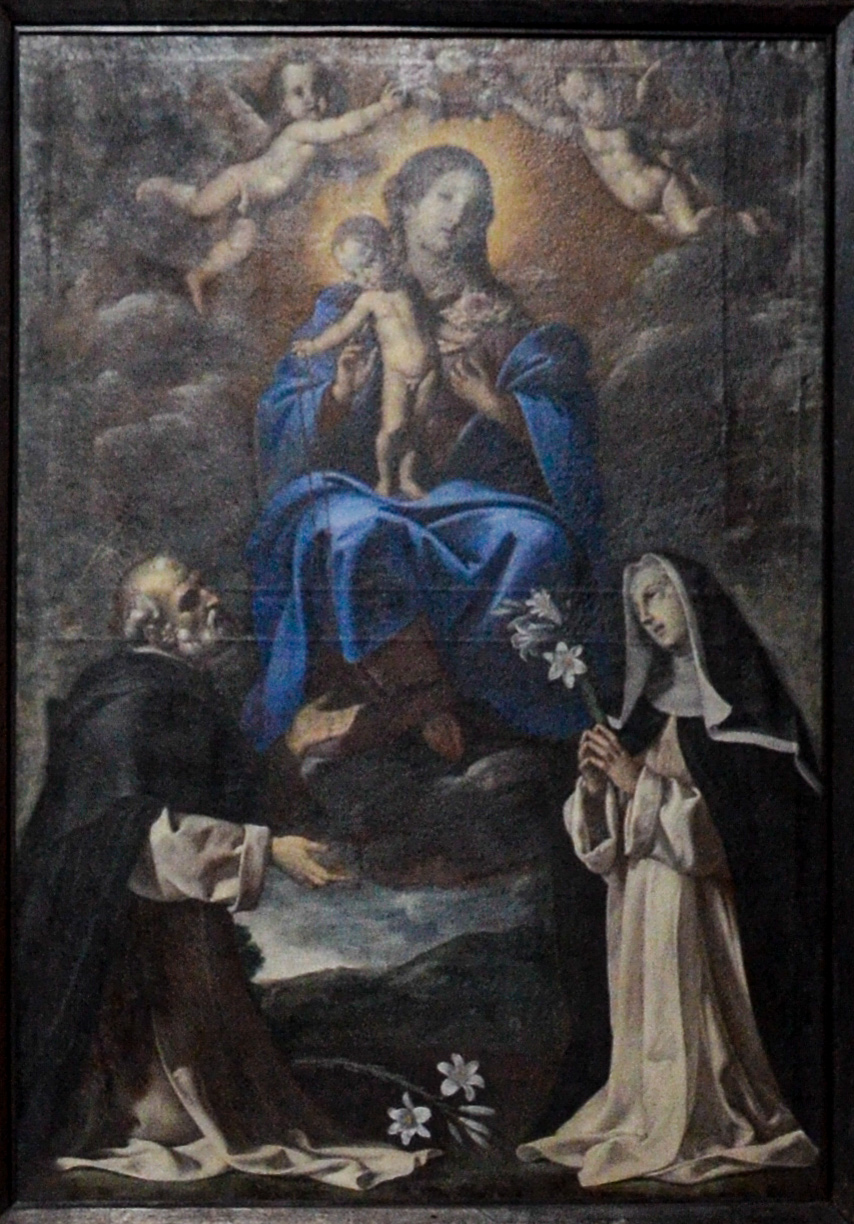
Francesco Torriani: Rosenkranz Madonna zwischen dem Heiligen Dominikus von Guzmán und der Heiligen Katharina von Siena, Pfarrkirche San Michele Arcangelo, Brusino Arsizio

## Leben
Francesco Torriani wurde 1612 als dritter von vier Söhnen des Orazio Torriani und der Isabella Lavizzari geboren. Seine erste Ausbildung erhielt er in seiner Heimat und wurde dabei von Pier Francesco Morazzone beeinflusst. Eine frühe Biografie nennt ihn als Schüler von Guido Reni und Francesco Albani in Bologna.
In den Jahren 1639/40 hielt er sich in Italien auf, später liess er in seiner Heimat nieder und führte gut gehende Werkstätten in Mendrisio und Como. Dort bildete er auch Schüler aus. Durch Aufträge kam er zu Ansehen und Wohlstand: Für Kirchen und Sammler schuf er mehrere bedeutende Gemälde. Zwischen 1646 und 1648 heiratete er Ippolita Sala, die Tochter eines Stuckateurs aus Como. Mit ihr bekam er den Sohn Francesco Innocenzo Torriani, der später selbst Maler wurde.

## Werk
Seine Sakralmalerei ist geprägt von expressiver Farbigkeit und Leuchtkraft mit starken Hell-Dunkel-Kontrasten geprägt. Der erste dokumentierte Auftrag Torrianis war die Restaurierung und Fertigstellung einiger Gemälde und Fresken in der Kirche San Giovanni Battista in Binago. Das erste bekannte Werk war das 1645 signierte und datierte Martyrium der Heiligen Ursula für die gleichnamige Kapelle in der Pfarrkirche von Mendrisio (heute San Sisinio alla Torre). Im selben Jahr signierte und datierte er die Unbefleckte Empfängnis in der Kirche Santa Maria dei Miracoli von Morbio Inferiore. Für die Pfarrkirche von Coldrerio erschuf er ein Kruzifix mit den Heiligen Georg und Viktor. Aus der Werkstatt von Torriani stammen außerdem die siebzehn von verschiedenen Händen stammenden Tafeln mit den Mysterien des Rosenkranzes in der Pfarrkirche von Mendrisio und das Polyptychon mit dem Kruzifix und den Heiligen in San Martino.